# Féchy
Féchy es una comuna suiza del cantón de Vaud, situada en el distrito de Morges. Limita al norte y este con la comuna de Aubonne, al sureste con Allaman, al sur con Perroy, y al oeste con Bougy-Villars.
Hasta el 31 de diciembre de 2007 la comuna formó parte del distrito de Aubonne, en el círculo de Aubonne.

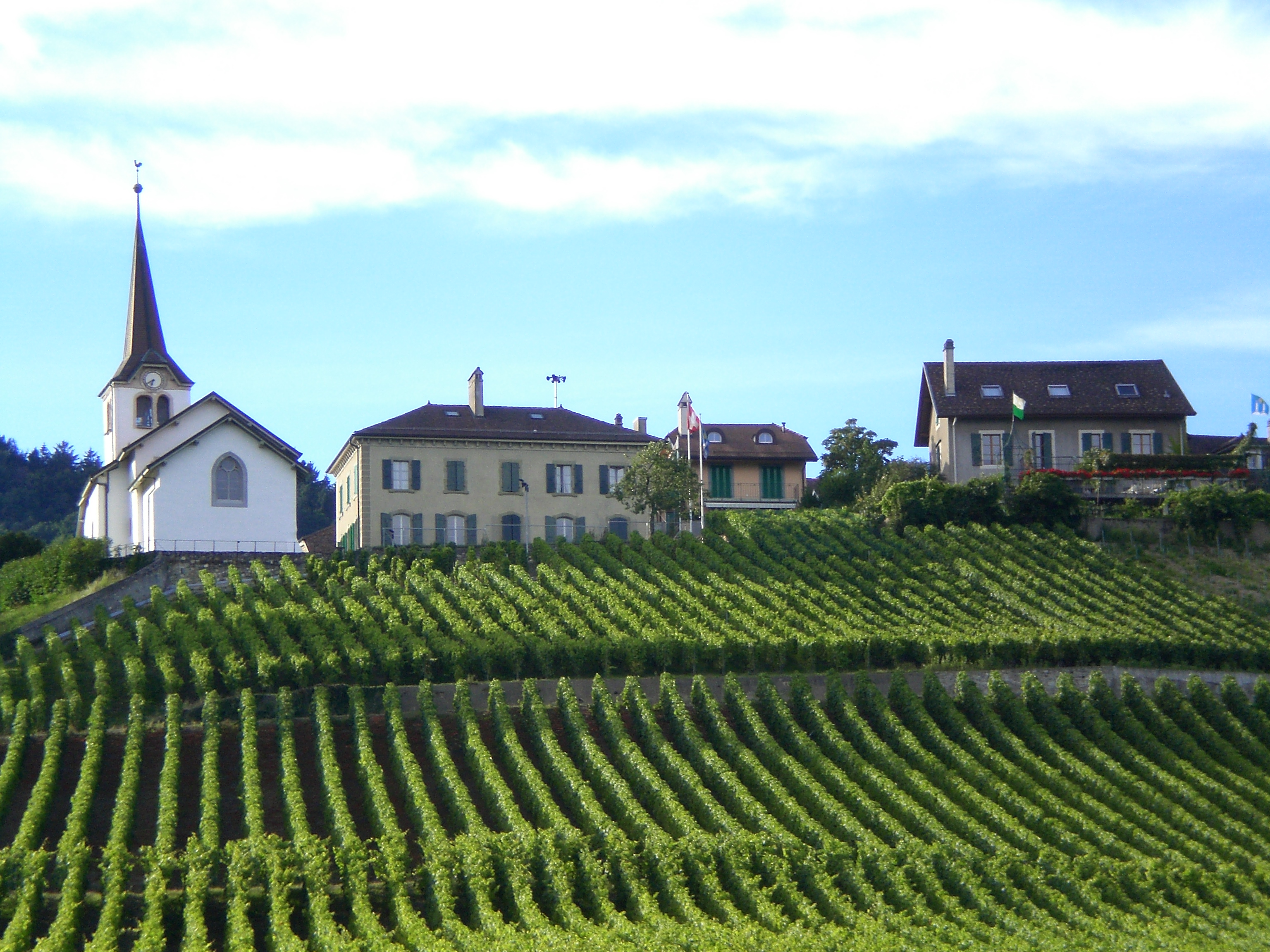
Vista de la iglesia y viñas de Féchy.